# 47e cérémonie des Golden Globes
La 47e cérémonie des Golden Globes a eu lieu le 20 janvier 1990, récompensant les films et séries diffusés en 1989 et les professionnels s'étant distingués cette année-là.

## Palmarès
Les lauréats sont indiqués ci-dessous en premier de chaque catégorie et en caractères gras.

### Cinéma

#### Meilleur film dramatique
- Né un 4 juillet (Born on the Fourth of July)
  - Le Cercle des poètes disparus (Dead Poets Society)
  - Crimes et Délits (Crimes and Misdemeanors)
  - Do the Right Thing
  - Glory

#### Meilleur film musical ou comédie
- Miss Daisy et son chauffeur (Driving Miss Daisy)
  - La Petite Sirène (The Little Mermaid)
  - Shirley Valentine
  - La Guerre des Rose (The War of the Roses)
  - Quand Harry rencontre Sally (When Harry Met Sally)

#### Meilleur réalisateur
- Oliver Stone pour Né un 4 juillet (Born on the Fourth of July)
  - Spike Lee pour Do the Right Thing
  - Rob Reiner pour Quand Harry rencontre Sally (When Harry Met Sally)
  - Peter Weir pour Le Cercle des poètes disparus (Dead Poets Society)
  - Edward Zwick pour Glory

#### Meilleur acteur dans un film dramatique
- Tom Cruise pour le rôle de Ron Kovic dans Né un 4 juillet (Born on the Fourth of July)
  - Jack Lemmon pour le rôle de Jake Tremont dans Mon père (Dad)
  - Daniel Day-Lewis pour le rôle de Christy Brown dans My Left Foot (My Left Foot: The Story of Christy Brown)
  - Al Pacino pour le rôle de Frank Keller dans Mélodie pour un meurtre (Sea of Love)
  - Robin Williams pour le rôle de John Keating dans Le Cercle des poètes disparus (Dead Poets Society)

#### Meilleure actrice dans un film dramatique
- Michelle Pfeiffer pour le rôle de Susie Diamond dans Susie et les Baker Boys (The Fabulous Baker Boys)
  - Sally Field pour le rôle de M'Lynn Eatenton dans Potins de femmes (Steel Magnolias)
  - Jessica Lange pour le rôle d'Ann Talbot dans Music Box
  - Andie MacDowell pour le rôle d'Ann dans Sexe, Mensonges et Vidéo (Sex, Lies, and Videotape)
  - Liv Ullmann pour le rôle de Gabriele dans La Roseraie (The Rosegarden)

#### Meilleur acteur dans un film musical ou une comédie
- Morgan Freeman pour le rôle d'Hoke Colburn dans Miss Daisy et son chauffeur (Driving Miss Daisy)
  - Billy Crystal pour le rôle d'Harry Burns dans Quand Harry rencontre Sally (When Harry Met Sally)
  - Michael Douglas pour le rôle d'Oliver Rose dans La Guerre des Rose (The War of the Roses)
  - Steve Martin pour le rôle de Gil Buckman dans Portrait craché d'une famille modèle (Parenthood)
  - Jack Nicholson pour le rôle de Jack Napier / Le Joker dans Batman

#### Meilleure actrice dans un film musical ou une comédie
- Jessica Tandy pour le rôle de Daisy Werthan dans Miss Daisy et son chauffeur (Driving Miss Daisy)
  - Pauline Collins pour le rôle de Shirley Valentine-Bradshaw dans Shirley Valentine
  - Meg Ryan pour le rôle de Sally Albright dans Quand Harry rencontre Sally (When Harry Met Sally)
  - Meryl Streep pour le rôle de Mary Fisher dans She-Devil, la diable (She-Devil)
  - Kathleen Turner pour le rôle de Barbara Rose dans La Guerre des Rose (The War of the Roses)

#### Meilleur acteur dans un second rôle
- Denzel Washington pour le rôle de Trip dans Glory
  - Danny Aiello pour le rôle de Sal dans Do the Right Thing
  - Marlon Brando pour le rôle de Ian McKenzie dans Une saison blanche et sèche (A Dry White Season)
  - Sean Connery pour le rôle du Professeur Henry Jones Sr. dans Indiana Jones et la Dernière Croisade (Indiana Jones and the Last Crusade)
  - Ed Harris pour le rôle de Dave Flanagan dans Jacknife
  - Bruce Willis pour le rôle d'Emmett Smith dans Un héros comme tant d'autres (In Country)

#### Meilleure actrice dans un second rôle
- Julia Roberts pour le rôle de Shelby Eatenton Latcherie dans Potins de femmes (Steel Magnolias)
  - Bridget Fonda pour le rôle de Mandy Rice-Davies dans Scandal
  - Brenda Fricker pour le rôle de Mme Brown dans My Left Foot (My Left Foot: The Story of Christy Brown)
  - Laura San Giacomo pour le rôle de Cynthia dans Sexe, Mensonges et Vidéo (Sex, Lies, and Videotape)
  - Dianne Wiest pour le rôle d'Helen Buckman dans Portrait craché d'une famille modèle (Parenthood)

#### Meilleur scénario
- Né un 4 juillet (Born on the Fourth of July) – Oliver Stone et Ron Kovic
  - Le Cercle des poètes disparus (Dead Poets Society) – Tom Schulman
  - Do the Right Thing – Spike Lee
  - Glory – Kevin Jarre
  - Quand Harry rencontre Sally (When Harry Met Sally) – Nora Ephron
  - Sexe, Mensonges et Vidéo (Sex, Lies, and Videotape) – Steven Soderbergh

#### Meilleure chanson originale
- "Under the Sea" interprétée par Samuel E. Wright – La Petite Sirène (The Little Mermaid)
  - "After All" interprétée par Cher et Peter Cetera – Le Ciel s'est trompé (Chances Are)
  - "The Girl Who Used to Be Me" interprétée par Patti Austin – Shirley Valentine
  - "I Love to See You Smile" interprétée par Randy Newman – Portrait craché d'une famille modèle (Parenthood)
  - "Kiss the Girl" interprétée par Samuel E. Wright – La Petite Sirène (The Little Mermaid)

#### Meilleure musique de film
- La Petite Sirène (The Little Mermaid) – Alan Menken
  - Né un 4 juillet (Born on the Fourth of July)  – John Williams
  - Outrages (Casualties of War[)  – Ennio Morricone
  - Susie et les Baker Boys (The Fabulous Baker Boys)  – Dave Grusin
  - Glory  – James Horner

#### Meilleur film étranger
- Cinema Paradiso •  Italie
  - Camille Claudel •  France
  - Une affaire de femmes •  France
  - Jésus de Montréal •  Canada
  - Zivot sa stricem •  Yougoslavie

### Télévision
Note : le symbole « ♕ » rappelle le gagnant de l'année précédente (si nomination).

#### Meilleure série dramatique
- China Beach
  - Génération Pub (Thirtysomething) ♕
  - Un flic dans la mafia (Wiseguy)
  - Arabesque (Murder She Wrote)
  - Dans la chaleur de la nuit (In the Heat of the Night)
  - La Loi de Los Angeles (L.A. Law)

#### Meilleure série musicale ou comique
- Murphy Brown
  - Les Années coup de cœur (The Wonder Years) ♕
  - Cheers
  - Femmes d'affaires et dames de cœur (Designing Women)
  - La Maison en folie (Empty Nest)
  - Les Craquantes (The Golden Girls)

#### Meilleure mini-série ou meilleur téléfilm
- Lonesome Dove
  - On a tué mes enfants (Small Sacrifices)
  - Le Combat de Jane Roe (Roe vs. Wade)
  - I Know My First Name Is Steven
  - Hallmark Hall of Fame, pour l'épisode "My Name Is Bill W. (#38.3)"

#### Meilleur acteur dans une série dramatique
- Ken Wahl pour le rôle de Vinnie Terranova dans Un flic dans la mafia (Wiseguy)
  - Carroll O'Connor pour le rôle du Sheriff Bill Gillespie dans Dans la chaleur de la nuit (In the Heat of the Night)
  - Corbin Bernsen pour le rôle de Arnold Becker dans La Loi de Los Angeles (L.A. Law)
  - Harry Hamlin pour le rôle de Michael Kuzak dans La Loi de Los Angeles (L.A. Law)
  - Ken Olin pour le rôle de Michael Steadman dans Génération Pub (Thirtysomething)

#### Meilleure actrice dans une série dramatique
- Angela Lansbury pour le rôle de Jessica Fletcher dans Arabesque (Murder She Wrote)
  - Susan Dey pour le rôle de Grace van Owen dans La Loi de Los Angeles (L.A. Law)
  - Mel Harris pour le rôle de Hope Steadman dans Génération Pub (thirtysomething)
  - Dana Delany pour le rôle de Colleen McMurphy dans China Beach
  - Jill Eikenberry pour le rôle de Ann Kelsey dans La Loi de Los Angeles (L.A. Law) ♕

#### Meilleur acteur dans une série musicale ou comique
- Ted Danson pour le rôle de Sam Malone dans Cheers
  - Fred Savage pour le rôle de Kevin Arnold dans Les Années coup de cœur (The Wonder Years)
  - Richard Mulligan pour le rôle de Dr Harry Weston dans La Maison en folie (Empty Nest) ♕
  - John Goodman pour le rôle de Dann Conner dans Roseanne
  - Judd Hirsch pour le rôle de John Lacey dans Cher John (Dear John) ♕

#### Meilleure actrice dans une série musicale ou comique
- Jamie Lee Curtis pour le rôle d'Hannah Miller dans Anything But Love
  - Candice Bergen pour le rôle de Murphy Brown dans Murphy Brown ♕
  - Kirstie Alley pour le rôle de Rebecca Howe dans Cher John (Dear John)
  - Tracey Ullman pour le rôle de  dans The Tracey Ullman Show
  - Stephanie Beacham pour le rôle de Sœur Katherine « Kate » Lambert dans L'ange revient (Sister Kate)

#### Meilleur acteur dans une mini-série ou un téléfilm
- Robert Duvall pour le rôle du Capt. Augustus "Gus" McCrae dans Lonesome Dove
  - Lane Smith pour le rôle de Richard Nixon dans The Final Days
  - Ben Kingsley pour le rôle de Simon Wiesenthal dans Wiesenthal (Murderers Among Us: The Simon Wiesenthal Story)
  - James Woods pour le rôle de  dans Hallmark Hall of Fame, pour l'épisode "My Name Is Bill W. (#38.3)"
  - John Gielgud pour le rôle d'Aaron Jastrow dans Les Orages de la guerre (War and Remembrance)

#### Meilleure actrice dans une mini-série ou un téléfilm
- Christine Lahti pour le rôle de Zan Cooper dans No Place Like Home
  - Holly Hunter pour le rôle d'Ellen Russell / Jane Doe dans Le Combat de Jane Roe (Roe vs. Wade)
  - Loretta Young pour le rôle de Grace Guthrie dans Lady in the Corner
  - Jane Seymour pour le rôle de Natalie Henry dans Les Orages de la guerre (War and Remembrance)
  - Farrah Fawcett pour le rôle de Diane Downs dans On a tué mes enfants (Small Sacrifices)

#### Meilleur acteur dans un second rôle dans une série, une mini-série ou un téléfilm
- Dean Stockwell pour le rôle d'Al Calavicci dans Code Quantum (Quantum Leap)
  - Michael Tucker pour le rôle de Stuart Markowitz dans La Loi de Los Angeles (L.A. Law)
  - Larry Drake pour le rôle de Benny Stulwicz dans La Loi de Los Angeles (L.A. Law)
  - Chris Burke pour le rôle de Charles 'Corky' Thacher dans Corky, un adolescent pas comme les autres (Life Goes On)
  - Tommy Lee Jones pour le rôle de Woodrow F. Call dans Lonesome Dove

#### Meilleure actrice dans un second rôle dans une série, une mini-série ou un téléfilm
- Amy Madigan pour le rôle de Sarah Weddington dans Le Combat de Jane Roe (Roe vs. Wade)
  - Anjelica Huston pour le rôle de Clara Allen dans Lonesome Dove
  - Julie Sommars pour le rôle de Julie March dans Matlock
  - Susan Ruttan pour le rôle de Roxanne Melman dans La Loi de Los Angeles (L.A. Law)
  - Rhea Perlman pour le rôle de Carla Tortelli dans Cheers

### Spéciales

#### Cecil B. DeMille Award
- Audrey Hepburn

#### Miss Golden Globe
- Katharine Kramer

## Récompenses et nominations multiples

### Nominations multiples

#### Cinéma
5 : Né un 4 juillet, Glory, Quand Harry rencontre Sally
4 : La Petite Sirène, Do the Right Thing, Le Cercle des poètes disparus
3 : Sexe, Mensonges et Vidéo, La Guerre des Rose, Shirley Valentine, Portrait craché d'une famille modèle, Miss Daisy et son chauffeur
2 : Potins de femmes, Susie et les Baker Boys, My Left Foot

#### Télévision
8 : La Loi de Los Angeles
4 : Lonesome Dove
3 : Le Combat de Jane Roe, Cheers, Génération Pub
2 : China Beach, Un flic dans la mafia, Arabesque, Murphy Brown, Cher John, Hallmark Hall of Fame, On a tué mes enfants, La Maison en folie, Les Années coup de cœur, Les Orages de la guerre, Dans la chaleur de la nuit

#### Personnalités
2 : Oliver Stone, Spike Lee, Samuel E. Wright

### Récompenses multiples
Légende : Nombre de récompenses/Nombre de nominations

#### Cinéma
4 / 5 : Né un 4 juillet
3 / 3 : Miss Daisy et son chauffeur
2 / 4 : La Petite Sirène

#### Télévision
2 / 4 : Lonesome Dove

#### Personnalité
2 / 2 : Oliver Stone

### Les grands perdants

#### Cinéma
0 / 5 : Quand Harry rencontre Sally
0 / 4 : Le Cercle des poètes disparus, Do the Right Thing

#### Télévision
0 / 8 : La Loi de Los Angeles